# Barnowo (województwo pomorskie)
Barnowo (kaszub. Barnòwò, niem. Barnow) – osada w Polsce położona w województwie pomorskim, w powiecie bytowskim, w gminie Kołczygłowy na południowych obrzeżach Parku Krajobrazowego Dolina Słupi przy drodze wojewódzkiej nr 209 i na trasie dawnej linii kolejowej Bytów-Korzybie (ruch zawieszony). W miejscowości jest nieczynna stacja kolejowa.
W latach 1975–1998 miejscowość administracyjnie należała do województwa słupskiego.

## Zabytki
Według rejestru zabytków NID na listę zabytków wpisane są:
- zespół dworski, XVIII i XIX w., nr rej.: A-251 z 19.03.1960: dwór  w Barnowie i park. Dwór parterowy, poprzedzony kolumnowym gankiem, kryty dachem naczółkowym, w XIX w. rozbudowany o eklektyczne skrzydło boczne z wieżyczką[4]
- czworak dworski (nr 10), XVIII, nr rej.: 839 z 20.09.1971.

W pałacu z lat 1730-1755, odrestaurowanym przez Czesława Langa, dawniej mieszkał ród Puttkamerów.